# Abdelmalek Benhabylès
Abdelmalek Benhabylès (arabe : عبد المالك بن حبيلس), né le 27 avril 1921 à Arbaoun dans l'actuelle wilaya de Sétif et mort le 28 décembre 2018 à Alger, est un avocat, artiste-peintre, diplomate et homme politique algérien.
Membre de plusieurs formations au sein du mouvement nationaliste algérien, au Parti du peuple algérien, au Mouvement pour le triomphe des libertés démocratiques, au Front de libération nationale, il a été cadre de l'Union des Étudiants musulmans algériens (UGEMA) et vice-président de l'Association des étudiants musulmans nord-africains, membre du gouvernement provisoire de la République algérienne.

## Biographie

### Famille et étude
Natif d'Arbaoun et issu de la confédération berbères des Beni Foughala,  ,  Abdelmalek Benhabylès est diplômé en droit, est marié et père de famille.

### Parcours nationaliste
Abdelmalek Benhabylès est l'un des fondateurs du Parti populaire algérien (PPA), puis membre du Mouvement pour le triomphe des libertés démocratiques (MTLD), il est un des rédacteurs du journal L'Étoile algérienne entre 1948 et 1949, ce journal disparaît lors de la crise berbère et il fait également partie du comité de rédaction. Il a été vice-président de l’Association des étudiants musulmans nord-africains.
Il est l'un des initiateurs, aux côtés de Ahmed Mahsas et de Belkacem Radjef du message l’appel à la raison et connu aussi par neutralisme posItif, ce message est apporté par Mohamed Boudiaf à Alger avant la rencontre du CRUA, durant mars 1954. Abdelmalek Benhabylès fut élu à la direction des centralistes lors du congrès (PPA-MTLD) d’août 1954 .  
Il s'engage dans la cause indépendantiste avec le Front de libération national (FLN) durant la guerre d'Algérie, il est également un des cadres de l'Union des Étudiants musulmans algériens (UGÉMA). 
En 1960, il est responsable des affaires extérieurs au sein du gouvernement provisoire de la République algérienne.

### Haut fonctionnaire et diplomate
Après l'indépendance, il devient en 1963, secrétaire général du ministère des Affaires étrangères jusqu'en 1964, lorsqu'il est nommé comme ambassadeur d'Algérie au Japon puis en Tunisie.
En 1971, Abdelmalek Benhabylès est rappelé en Algérie, il est nommé en 1974 secrétaire général du ministère des Affaires étrangères, puis ministre de la Justice en 1977. 
Le président Chadli Bendjedid le nomme en 1979 secrétaire général de la Présidence. Après sa démission, il est désigné ambassadeur en Suisse et auprès du Saint-Siège. Le 28 mars 1983, il remet ses lettres de créance au pape Jean-Paul II au Vatican.
Il est aussi l'un des fondateurs  et membre de la Ligue algérienne pour la défense des droits de l'homme à Alger. 

### Président du Conseil constitutionnel
En 1989, il est désigné président du Conseil constitutionnel nouvellement créé,  et du Centre des archives algérien. 
À la suite de la déclaration du Conseil constitutionnel, le  11 janvier 1992 constatant la vacance définitive du pouvoir de la présidence de la République à la suite de la démission du président Chadli Bendjedid et la dissolution de l'Assemblée populaire, il aurait pu assumer la charge de chef de l'État par intérim. Toutefois, un cas non prévu par la Constitution l'en a empêché, ce dont il est fait référence dans la déclaration qu'il a signé en tant que président du Conseil constitutionnel, où considérant que la Constitution n’a pas prévu dans ses dispositions le cas de conjonction de vacances de l’Assemblée populaire nationale par dissolution et de la présidence de la République par démission dans son article 84, il est déclare qu’il appartient aux institutions investies de pouvoirs constitutionnels, visées aux articles 24, 75, 79, 129, 130 et 153 de la Constitution, de veiller à la continuité de l’Etat et de réunir les conditions nécessaires au fonctionnement normal des institutions et de l’ordre constitutionnel. Le 12 avril 1995, son mandat de président du Conseil constitutionnel achevé, il est remplacé par Saïd Bouchair.
Il est sollicité pour être président de l’Académie de la société civile algérienne en 2004. À la fin de son mandat, il est remplacé par Djafri Djadi Chemai.

### Rôle diplomatique entre l'Algérie et le Japon
Abdelmalek Benhabylès a également été président d'honneur de la relation Algérie-Japon et fondateur de la relation entre l'Algérie et le Japon. En 1988, il a créé l'Association d'amitié algéro-japonaise. 
Le 17 décembre 2012, Abdelmalek Benhabyles reçoit le grand cordon de l'ordre du Soleil levant  par l'ambassade du Japon à Alger .

## Socrate
Abdelmalek Benhabylès est surnommé Socrate. 
Dans une de ces citations sur l'histoire algérienne, il disait que « depuis la conquête de l’Algérie, l’idée de conscience nationale a existé déjà et que la lutte du peuple algérien n’a jamais cessé. » lors d'une conférence sur le militantisme politique et révolutionnaire en Algérie, du PPA au FLN organisé par l'Association Machaâl Chahid.
Sa vision  fut reprise par un membre de la Fondation du 8 mai 1945, il dira que  « Le conflit mondial s’achevait avec la victoire des Alliés. La participation conséquente des Algériens à ce conflit à leur côté, mais à titre d’anationaux et de non-citoyens dans le cadre d’une souveraineté française disloquée, devait mener la logique de la tutelle coloniale jusqu’au bout de l’absurde ; le colonisé appelait à la libération de son propre colonisateur ».